# Tour of California (kobiecy) 2018
4. edycja kobiecego, etapowego wyścigu kolarskiego Tour of California odbyła się w dniach 17–19 maja 2018 roku w Kalifornii, w Stanach Zjednoczonych. Liczyła trzy etapy o łącznym dystansie 301,5 km.
Tour of California był jedenastym w sezonie wyścigiem cyklu UCI Women’s World Tour, będącym serią najbardziej prestiżowych zawodów kobiecego kolarstwa.
Równolegle, w dniach 13–19 maja 2018 roku odbywał się również wyścig mężczyzn.

## Etapy
| Etap | Data    | Start – Meta                        | km    | Typ    | Zwycięzca etapu | Lider        |
| ---- | ------- | ----------------------------------- | ----- | ------ | --------------- | ------------ |
| 1.   | 17 maja | Elk Grove - Elk Grove               | 123,5 | Płaski | Kendall Ryan    | Kendall Ryan |
| 2.   | 18 maja | South Lake Tahoe – South Lake Tahoe | 108   | Górski | Katie Hall      | Katie Hall   |
| 3.   | 19 maja | Sacramento – Sacramento             | 70    | Płaski | Arlenis Sierra  | Katie Hall   |

### Etap 1 – 17.05: Elk Grove – Elk Grove – 123,5 km
| #   | Zawodnik             | Zespół                    | Czas       |
| --- | -------------------- | ------------------------- | ---------- |
| 1.  | Kendall Ryan         | Tibco-Silicon Valley Bank | 3h 07' 08" |
| 2.  | Emma White           | Rally Cycling             | + 0"       |
| 3.  | Annette Edmondson    | Wiggle High5 Pro Cycling  | + 0"       |
|     |                      |                           |            |
| 22. | Katarzyna Niewiadoma | Canyon-SRAM Racing        | + 0"       |

| #   | Zawodnik             | Zespół                    | Czas       |
| --- | -------------------- | ------------------------- | ---------- |
| 1.  | Kendall Ryan         | Tibco-Silicon Valley Bank | 3h 06' 58" |
| 2.  | Emma White           | Rally Cycling             | + 4"       |
| 3.  | Annette Edmondson    | Wiggle High5 Pro Cycling  | + 6"       |
|     |                      |                           |            |
| 22. | Katarzyna Niewiadoma | Canyon-SRAM Racing        | + 10"      |

### Etap 2 – 18.05: South Lake Tahoe – South Lake Tahoe – 108 km
| #  | Zawodnik             | Zespół             | Czas       |
| -- | -------------------- | ------------------ | ---------- |
| 1. | Katie Hall           | UnitedHealthcare   | 3h 06' 41" |
| 2. | Tayler Wiles         | Boels-Dolmans      | + 25"      |
| 3. | Katarzyna Niewiadoma | Canyon-SRAM Racing | + 1' 01"   |

| #  | Zawodnik             | Zespół             | Czas       |
| -- | -------------------- | ------------------ | ---------- |
| 1. | Katie Hall           | UnitedHealthcare   | 6h 13' 39" |
| 2. | Tayler Wiles         | Boels-Dolmans      | + 29"      |
| 3. | Katarzyna Niewiadoma | Canyon-SRAM Racing | + 1' 07"   |

### Etap 3 – 19.05: Sacramento – Sacramento – 70 km
| #   | Zawodnik             | Zespół              | Czas       |
| --- | -------------------- | ------------------- | ---------- |
| 1.  | Arlenis Sierra       | Astana Women's Team | 1h 37' 32" |
| 2.  | Alexis Ryan          | Canyon-SRAM Racing  | + 0"       |
| 3.  | Emma White           | Rally Cycling       | + 0"       |
|     |                      |                     |            |
| 31. | Katarzyna Niewiadoma | Canyon-SRAM Racing  | + 0"       |

| #  | Zawodnik             | Zespół             | Czas       |
| -- | -------------------- | ------------------ | ---------- |
| 1. | Katie Hall           | UnitedHealthcare   | 7h 51' 11" |
| 2. | Tayler Wiles         | Boels-Dolmans      | + 29"      |
| 3. | Katarzyna Niewiadoma | Canyon-SRAM Racing | + 1' 07"   |

## Liderzy klasyfikacji po etapach
| Etap                 | Zwycięzca            | Klasyfikacja generalna | Klasyfikacja młodzieżowa | Klasyfikacja górska | Klasyfikacja punktowa | Klasyfikacja drużynowa |
| -------------------- | -------------------- | ---------------------- | ------------------------ | ------------------- | --------------------- | ---------------------- |
| 1                    | Kendall Ryan         | Kendall Ryan           | Emma White               | nie przyznawano     | Kendall Ryan          | Team Sunweb            |
| 2                    | Katie Hall           | Katie Hall             | Sara Poidevin            | Katie Hall          | Katie Hall            | UnitedHealthcare       |
| 3                    | Arlenis Sierra       | Katie Hall             | Sara Poidevin            | Katie Hall          | Emma White            | UnitedHealthcare       |
| Klasyfikacja końcowa | Klasyfikacja końcowa | Katie Hall             | Sara Poidevin            | Katie Hall          | Emma White            | UnitedHealthcare       |

## Klasyfikacje końcowe

### Klasyfikacja generalna
|    | Zawodnik             | Zespół                    | Czas       |
| -- | -------------------- | ------------------------- | ---------- |
| 1. | Katie Hall           | UnitedHealthcare          | 7h 51' 11" |
| 2. | Tayler Wiles         | Trek-Drops                | + 29"      |
| 3. | Katarzyna Niewiadoma | Canyon-SRAM Racing        | + 1' 07"   |
| 4. | Erica Magnaldi       | Bepink                    | + 1' 12"   |
| 5. | Brodie Chapman       | Tibco-Silicon Valley Bank | + 1' 16"   |

### Klasyfikacja punktowa
| M-ce | Zawodnik             | Zespół                    | Punkty |
| ---- | -------------------- | ------------------------- | ------ |
| 1.   | Emma White           | Rally Cycling             | 22     |
| 2.   | Alexis Ryan          | Canyon-SRAM Racing        | 19     |
| 3.   | Kendall Ryan         | Tibco-Silicon Valley Bank | 16     |
|      |                      |                           |        |
| 9.   | Katarzyna Niewiadoma | Canyon-SRAM Racing        | 9      |

### Klasyfikacja górska
| M-ce | Zawodnik             | Zespół             | Punkty |
| ---- | -------------------- | ------------------ | ------ |
| 1.   | Katie Hall           | UnitedHealthcare   | 11     |
| 2.   | Tayler Wiles         | Trek-Drops         | 9      |
| 3.   | Sara Poidevin        | Rally Cycling      | 6      |
|      |                      |                    |        |
| 9.   | Katarzyna Niewiadoma | Canyon-SRAM Racing | 1      |

### Klasyfikacja młodzieżowa
| M-ce | Zawodnik        | Zespół          | Czas       |
| ---- | --------------- | --------------- | ---------- |
| 1.   | Sara Poidevin   | Rally Cycling   | 7h 52' 54" |
| 2.   | Juliette Labous | Team Sunweb     | + 45"      |
| 3.   | Grace Anderson  | Team Illuminate | + 1' 38"   |

### Klasyfikacja drużynowa
| M-ce | Zespół                    | Czas        |
| ---- | ------------------------- | ----------- |
| 1.   | UnitedHealthcare          | 23h 39′ 33″ |
| 2.   | Rally Cycling             | + 1' 51"    |
| 3.   | Tibco-Silicon Valley Bank | + 2' 02"    |